# 香港手語翻譯員名單
香港手語翻譯員名單是由香港社會服務聯會、香港復康聯會和勞工及福利局康復諮詢委員會於2015年共同設立，讓有需要人士選擇手語翻譯服務，同時確立手語翻譯員的數目，長遠有助手語翻譯專業的發展。

## 加入資格
香港手語翻譯員只需符合以下條件，便可申請加入這名單：
- 在申請當天起計，過去兩年內合共提供超過200小時的手語翻譯服務
- 持有由受僱機構簽發的證明文件

## 香港現況
香港現時手語翻譯員不足，這名單大約有十多人是全職工作。手語訓練需時，惟很多人視為義務工作，令翻譯員未能取得相應的待遇。而翻譯服務及手語課程遠落後歐美國家，令聾人與健聽人士在生活及溝通上出現問題和困擾。聾人機構「龍耳」希望政府增撥資源，培訓更多手語翻譯員及發展視像翻譯服務。
根據2018年的名單，香港只有63位手語翻譯員，其中包括︰
- 邵日贊
- 黃惠蘭
- 馬芬燕
- 黎敏聰
- 程冬瑤

## 外部連結
- 《香港手語翻譯員名單》官網 （页面存档备份，存于）